# Campeonato Mundial de Ciclismo BMX de 2010
El XV Campeonato Mundial de Ciclismo BMX se celebró en Pietermaritzburg (Sudáfrica) entre el 29 de julio y el 1 de agosto de 2010 bajo la organización de la Unión Ciclista Internacional (UCI) y la Federación Sudafricana de Ciclismo.
Las competiciones se realizaron en el circuito de BMX del parque Alexandra de la ciudad sudafricana.

## Resultados

### Masculino
| Evento          | Oro                             | Plata                             | Bronce                           |
| --------------- | ------------------------------- | --------------------------------- | -------------------------------- |
| Carrera (31.07) | Māris Štrombergs Letonia 38,391 | Sifiso Nhlapo Sudáfrica 38,878    | Joris Daudet Francia 39,077      |
| Cruiser (01.07) | Renato Rezende · Brasil         | Andrés Jiménez Caicedo · Colombia | Carlos Oquendo Zabala · Colombia |

### Femenino
| Evento          | Oro                              | Plata                               | Bronce                           |
| --------------- | -------------------------------- | ----------------------------------- | -------------------------------- |
| Carrera (31.07) | Shanaze Reade Reino Unido 38,819 | Sarah Walker Nueva Zelanda 39,915   | Alise Post Estados Unidos 40,443 |
| Cruiser (01.07) | Mariana Pajón · Colombia         | Romana Labounková · República Checa | Vilma Rimšaitė · Lituania        |

## Medallero
| Núm. | País            | Oro | Plata | Bronce | Total |
| ---- | --------------- | --- | ----- | ------ | ----- |
| 1    | Colombia        | 1   | 1     | 1      | 3     |
| 2    | Brasil          | 1   | 0     | 0      | 1     |
| 2    | Letonia         | 1   | 0     | 0      | 1     |
| 2    | Reino Unido     | 1   | 0     | 0      | 1     |
| 5    | Nueva Zelanda   | 0   | 1     | 0      | 1     |
| 5    | República Checa | 0   | 1     | 0      | 1     |
| 5    | Sudáfrica       | 0   | 1     | 0      | 1     |
| 8    | Estados Unidos  | 0   | 0     | 1      | 1     |
| 8    | Francia         | 0   | 0     | 1      | 1     |
| 8    | Lituania        | 0   | 0     | 1      | 1     |
|      | TOTAL           | 4   | 4     | 4      | 12    |